# Црква Светог Марка у Великој Обарској
Храм Светог апостола и јеванђелисте Марка у Великој Обарској једнобродни је храм, дименезија 20х9 метара и припада Епархији зворничко-тузланској. Градња је почела 1937. године, а исте године темеље храма освештао је епископ зворничко-тузлански Нектарије Круљ. Годину дана касније, довршена је градња, па је 8. маја 1938. године храм освештао епископ Нектарије Круљ.
Током Другог свјетског рата храм је већим дијелом уништен, али је обновљен и поново освјештан 1949. године. Храм су 1991. године живописали мајстори из Обреновца и Чаруге. Непознат аутор израдио је и поклонио храму иконостас од јеловине.